# Safia abscisa
Safia abscisa là một loài bướm đêm trong họ Noctuidae.